# Funar
Funar är en tidigare administrativ enhet i Elbasan prefektur i centrala Albanien. Vid lokalreformen 2015 blev det en del av kommunen Elbasan. Befolkningen vid folkräkningen 2011 uppgick till 2 122 personer. Den bestod av byarna Branesh, Bixëlle, Prec e Sipërme, Cerujë, Korrë, Mollagjesh, Krrabë e Vogël, Prec e Poshtme, Stafaj.